# Sinica
Sinica is een geslacht van vlinders van de familie bloeddrupjes (Zygaenidae), uit de onderfamilie Zygaeninae.

## Soorten
- S. jezoensis (Matsumura, 1927)
- S. sinica (Moore, 1877)